# I Will Praise You
I Will Praise You è un album in studio della cantante australiana Rebecca St. James, pubblicato nel 2011.

## Tracce
1. I Will Praise You – 4:20
2. You Never Let Go (Matt Redman cover) – 4:16
3. Shine Your Glory Down – 3:34
4. You Still Amaze Me – 3:47
5. In a Moment – 4:42
6. The Kindess of Our God – 4:22
7. When the Stars Burn Down (Blessing and Honor) – 4:16
8. Almighty God – 4:58
9. You Hold Me Now (Hillsong cover) – 5:22
10. You Make Everything Beautiful – 3:05